# Клапье де Колонг, Константин Константинович
Константи́н Константи́нович Клапье́ де Коло́нг (Clappier de Colongue) (19 марта 1859 года —февраль 1944 года) — русский морской офицер, флаг-капитан полевого штаба командующего Второй Тихоокеанской эскадры, капитан 1-го ранга, участник Цусимского сражения.

## Биография
- 1875 — Вступил в службу.
- 1878 — Окончил Морское училище 11-м по списку, произведен в гардемарины по экзамену.
- 1 октября 1879 — Мичман.
- 1880—1881 — В кругосветном плавании на борту крейсера «Европа».
- 1 января 1884 — Лейтенант.
- 18 октября 1891 — Флаг-офицер берегового штаба старшего флагмана 1-й флотской дивизии.
- 14 марта 1892 — Флаг-офицер штаба командующего Практической эскадрой Балтийского моря.
- 12 марта 1893 — Старший флаг-офицер при начальнике Эскадры Атлантического океана.
- 18 октября 1893 — Флаг-офицер берегового штаба старшего флагмана 1-й флотской дивизии.
- 1894—1895 — Старший офицер минного крейсера «Лейтенант Ильин».
- 1895—1896 — Старший офицер мореходной канонерской лодки «Грозящий». 6 декабря 1895 года за отличие Клапье де Колонг был произведён в чин капитана 2-го ранга.
- 1896 — Артиллерийский офицер 1-го разряда.
- 1896—1898 — Командир парохода «Нева».
- 1898—1900 — Командир канонерской лодки «Отважный».
- 6 декабря 1903 — Капитан 1-го ранга.
- 1903—1904 — Командир учебного корабля «Пётр Великий».
- 2 августа 1904 — Назначен флаг-капитаном походного штаба командующего Второй Тихоокеанской эскадры вице-адмирала З. Рожественского. Участвовал в Цусимском походе. Во время стоянки в Носси-Бэ временно исполнял обязанности командира эскадренного броненосца «Орёл».

Штаб превратился в средостение между флотом и командующим, стал его походной канцелярией. В особенности пришлось унижаться перед ним флаг-капитану, или, выражаясь, по-сухопутному, начальнику штаба, капитану 1-го ранга Клапье-де-Колонгу. По смыслу военно-морского устава после командующего он являлся первым лицом, на эскадре. На обязанности флаг-капитана лежало проводить в жизнь все идеи своего начальника, а для этого он должен быть знаком с его оперативными планами. Но что сделал с ним Рожественский? Он не признавал в нем своего заместителя, он низвел его до степени раболепствующего лакея.— А. С. Новиков-Прибой. Цусима
- 14-15 мая 1905 — Участвовал в Цусимском сражении на борту флагманского эскадренного броненосца «Князь Суворов» и миноносца «Бедовый».
- 15 мая 1905 — Сдался в плен вместе с командующим и чинами штаба.
- 26 июня 1906 — Решением военно-морского суда в Кронштадте признан виновным в сдаче врагу без боя.

Капитан 1 ранга Клапье де Колонг, полковник Филипповский и капитан 2 ранга Баранов признаны виновными в том, что, находясь на поврежденном миноносце «Буйный», умыслили, в случае встречи с неприятелем, сдаться без боя и, перейдя на миноносец «Бедовый» вполне способный к бою, спустили флаг … все трое … подлежат смертной казни через расстреляние.— Постановление суда
2 октября 1906 года Константин Клапье де Колонг взамен определённого наказания приговорён к исключению из службы без лишения чинов.

Всемилостивейше повелено: согласно ходатайства особого присутствия Кронштадтского военно-морского суда, осужден по делу о сдаче 15.05.05. неприятелю, без боя, миноносца «БЕДОВЫЙ», взамен определенного ему наказания, к исключению из службы без лишения чинов, с законными последствиями сего наказания 
6 мая 1909 года всемилостливейше повелено считать Клапье де Колонга уволенным от службы.
Проживал в Эстляндии в собственном имении «Онтика» на берегу Нарвского залива. После революции, оставшись без каких-либо средств, организовал из бывших офицеров русского флота рыбацкую артель. В конце 30-х годов выехал на жительство в Германию. По некоторым данным умер от разрыва сердца и был похоронен в Бойценбурге.

## Награды
- Орден Святого Станислава 3-й степени (1885).
- Орден Святой Анны 4-й степени (1889).
- Мекленбург-Шверинский Орден Грифона 3-го класса (1893).
- Орден Святого Станислава 2-й степени (1894).
- Медаль «В память царствования императора Александра III» (1896).
- Французский Орден Почётного легиона, офицерский крест (1897).
- Прусский Орден Короны 3-й степени (1897).
- Орден Святой Анны 3-й степени (6.12.1897).
- Орден Святого Владимира 4-й степени с мечами и бантом (28.12.1900) «За мужество и храбрость при взятии города Инкоу 22-го июля 1900 года».
- Медаль «За поход в Китай» (1901).
- Японский Орден Священного Сокровища 3-й степени (1902).
- Прусский Орден Короны 2-го класса (1904).
- Орден Святого Владимира 3-й степени (6.12.1904).

## Сочинения
- Цусима Архивная копия от 23 мая 2015 на Wayback Machine // С эскадрой адмирала Рожественского. Сборник статей, посвященных 25-летию похода II-й эскадры Тихого Океана.